# Chiesa di San Nicomede
La chiesa di San Nicomede è un luogo di culto cattolico dalle forme romaniche e neoromaniche situato all'interno della Corte di Giarola nell'omonima località dipendente dalla frazione collecchiese di Pontescodogna, in provincia e diocesi di Parma; è sede di una parrocchia compresa nella zona pastorale della Pedemontana.

## Storia
Il luogo di culto fu costruito lungo un ramo della via Francigena in epoca medievale; la più antica testimonianza della sua esistenza risale al 24 ottobre 1045, quando il castrum di Glariola e la cappella posta al suo interno, dedicata a san Nicomede, furono donati da Gandolfo e dai suoi fratelli, discendenti del nobile franco Ingo, alla badessa Imila del monastero di San Paolo di Parma.
Nel 1187 il papa Gregorio VIII emanò una bolla confermando alla badessa di San Paolo i diritti sull'Ecclesiam Sancti Nicomedi de Glarola, oltre a numerose altre del Parmense.
Nel 1230 l'Ecclesie Nicomedis de Glarola fu menzionata nel Capitulum seu Rotulus Decimarum della diocesi di Parma tra le dipendenze del monastero di San Paolo, pur trovandosi all'interno del territorio amministrato dalla pieve di Collecchio.
Nel 1564 la chiesa fu elevata a sede parrocchiale autonoma.
Tra il 1760 e il 1770 il luogo di culto, ormai degradato, fu ristrutturato in stile neoclassico su finanziamento di Ippolita Cucchetti.
Durante la seconda guerra mondiale, il 17 aprile 1945 la chiesa fu profondamente danneggiata dai bombardamenti alleati, che risparmiarono soltanto alcune porzioni delle murature esterne. Nel dopoguerra furono subito avviati i lavori di ricostruzione del luogo di culto e dell'adiacente campanile nelle originarie forme romaniche; il tempio fu riaperto al culto nel 1950.
Nel 2014 fu completamente ricostruito il tetto della chiesa.

## Descrizione

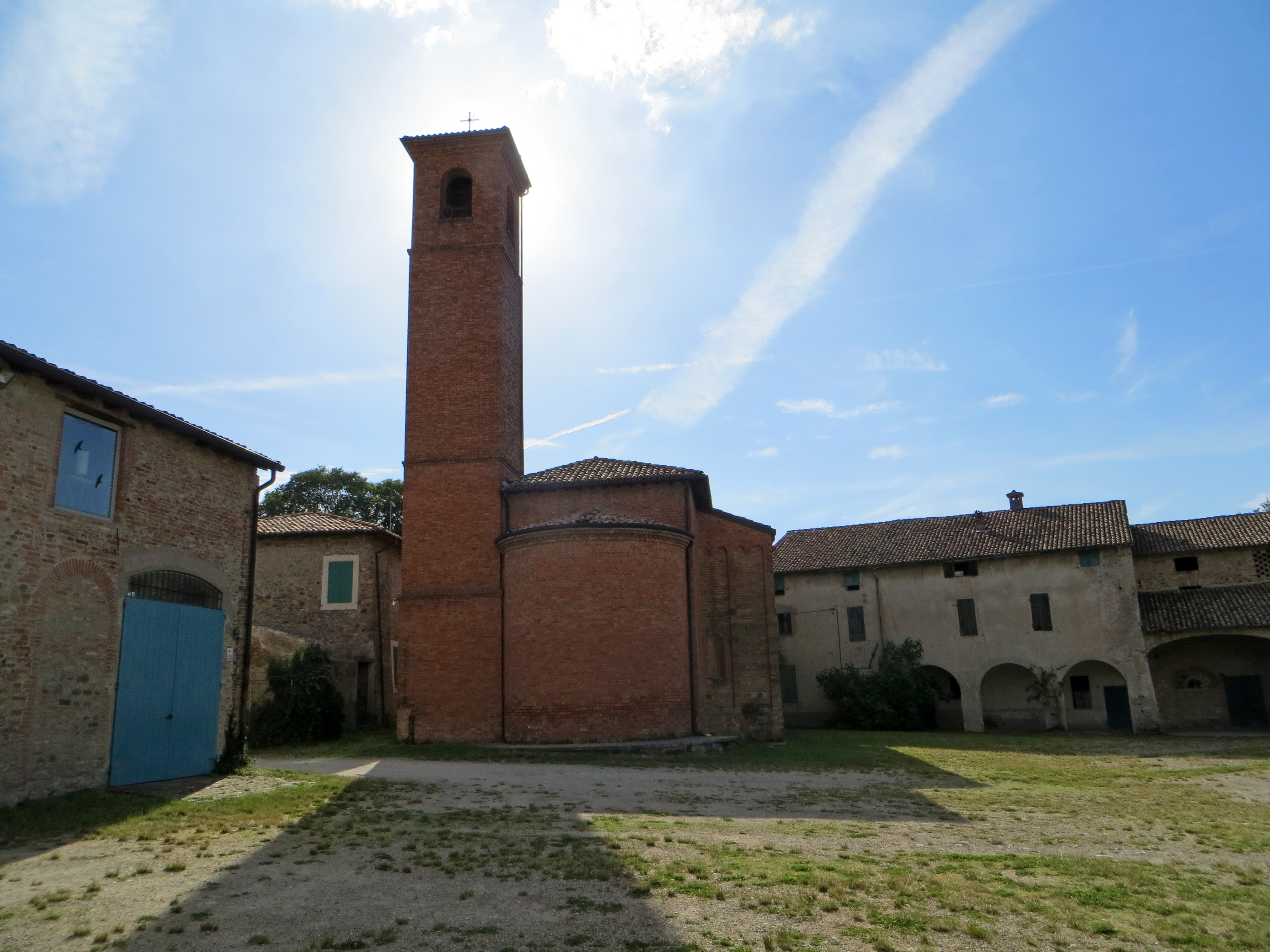
Abside e campanile

La chiesa, preceduta da uno stretto sagrato, si sviluppa su un impianto a navata unica, con facciata a ovest e presbiterio absidato a est.
La simmetrica facciata a capanna, interamente rivestita in laterizio, è caratterizzata dalla semplicità delle linee; al centro è collocato il quattrocentesco portale d'ingresso principale ad arco a tutto sesto in pietra; in sommità si apre nel mezzo una piccola bifora ad arco a tutto sesto, con colonnina centrale.
Il lato nord, affacciato sulla corte, è decorato superiormente da una fascia ad archetti pensili in cotto, in parte risalenti all'edificio romanico originario; nel mezzo è collocato il portale d'ingresso laterale sormontato da una lunetta in pietra, mentre più in alto si aprono tre piccole monofore ad arco a tutto sesto.
Sul fianco opposto, accanto al presbiterio si innalza il campanile neoromanico, la cui cella campanaria si affaccia sulle quattro fronti attraverso aperture ad arco a tutto sesto.
All'interno la navata intonacata, coperta da un soffitto a capanna in travetti lignei retti da arcate a sesto ribassato, è scandita lateralmente da paraste. Nella controfacciata sono ospitati un dipinto raffigurante l'Annunciazione, realizzato agli inizi del XVII secolo forse da Francesco Lucchi, e un olio rappresentante la Sacra Famiglia coi Santi Gioacchino e Anna, risalente alla seconda metà del XVIII secolo.
Il piccolo presbiterio, lievemente sopraelevato, è preceduto dall'arco trionfale a tutto sesto; l'ambiente absidato, coperto da una volta a vela, accoglie l'altare maggiore a mensa in pietra, aggiunto nel 1950.
La chiesa conserva inoltre un paliotto settecentesco in cuoio dipinto.